# Double or Nothing (2019)
Double or Nothing (2019) foi um evento inaugural  em formato pay-per-view (PPV) de wrestling profissional produzido pela All Elite Wrestling (AEW). Aconteceu em 25 de maio de 2019, no MGM Grand Garden Arena, no subúrbio de Paradise, em Las Vegas, Nevada. O card foi composto por nove lutas, incluindo duas no pré-show de Buy In. O evento foi ao ar através de canais PPV tradicionais, bem como no B/R Live na América do Norte e FITE TV internacionalmente. Este foi o primeiro evento da cronologia do Double or Nothing.
No evento principal, Chris Jericho derrotou Kenny Omega, ganhando uma luta contra Adam Page, o vencedor da Casino Battle Royale no pré-show, no evento All Out da AEW em agosto para determinar o primeiro Campeão Mundial da AEW. Outras lutas proeminentes viram The Young Bucks (Matt Jackson e Nick Jackson) derrotar The Lucha Brothers (Pentagón Jr. e Rey Fénix) para manter o AAA World Tag Team Championship, e Cody derrotou seu irmão Dustin Rhodes. O evento também foi notável pelas aparições surpresa de Awesome Kong, Bret Hart (que revelou o cinturão do AEW World Championship), bem como Jon Moxley (anteriormente conhecido na WWE como Dean Ambrose). Moxley e Kong foram confirmados como contratados da AEW.
O evento foi aclamado pela crítica, com Jericho vs. Omega, The Young Bucks vs. The Lucha Brothers e Cody vs. Dustin Rhodes ganhando mais elogios; a maioria dos críticos saudou este último como o melhor a luta da noite. Double or Nothing mais tarde ganhou o Wrestling Observer Newsletter Award de Melhor Major Wrestling Show de 2019, enquanto Cody vs. Dustin Rhodes ganhou o Pro Wrestling Illustrated Award de Luta do Ano.

## Produção

### Introdução
Após o sucesso do evento All In de setembro de 2018, um grupo conhecido como The Elite (Cody, The Young Bucks e Kenny Omega), as forças motrizes por trás do evento, usou a resposta positiva do All In para buscar novos eventos com o apoio dos empresários Shahid Khan e Tony Khan. Em uma promo após o All In, Cody disse: "Eu sei que quando você faz uma aposta, às vezes você vai pro dobro ou nada." Em 5 de novembro de 2018, várias marcas registradas foram registradas em Jacksonville, Flórida, entre elas estavam "All Elite Wrestling" e "Double or Nothing", levando à especulação da formação de uma promoção e do nome do primeiro evento da promoção.
Em 1º de janeiro de 2019, a All Elite Wrestling (AEW) foi oficialmente fundada. Junto com o anúncio, o evento inaugural da promoção, Double or Nothing, estava programado para ir ao ar em pay-per-view (PPV) em 25 de maio de 2019, no MGM Grand Garden Arena, no subúrbio de Paradise, Nevada, em Las Vegas. Em 8 de fevereiro, no comício da AEW em Las Vegas, a Chief Brand Officer Brandi Rhodes anunciou as contratações das lutadoras japonesas Aja Kong e Yuka Sakazaki, que fariam suas primeiras aparições pela AEW no Double or Nothing. Em 10 de fevereiro, foi anunciado que os ingressos de pré-venda esgotaram quase imediatamente após a venda. Em 13 de fevereiro, a AEW anunciou que todos os ingressos para o evento esgotaram em 4 minutos após a venda. Em abril, foi anunciado que Jim Ross faria comentários sobre o evento.
Em 8 de maio de 2019, foi anunciado que Double or Nothing iria ao ar na ITV Box Office no Reino Unido. Além disso, um pré-show de uma hora intitulado "The Buy In" foi ao ar na ITV4 apresentando o Casino Battle Royale e outras lutas. Na semana seguinte, foi anunciado que também seria transmitido no serviço B/R Live da WarnerMedia nos Estados Unidos e no canal do YouTube da AEW em todo o mundo.

### Rivalidades
O evento compreendeu nove lutas, incluindo duas no pré-show do Buy In, que envolveram diferentes lutadores de rivalidades e histórias preexistentes. Os lutadores retratavam heróis, vilões ou personagens menos distinguíveis em eventos roteirizados que criavam tensão e culminavam em uma luta ou série de lutas. As histórias foram produzidas na série do YouTube do The Young Bucks, Being The Elite e na série do YouTube da Cody's Nightmare Family, The Road to Double or Nothing, bem como em vários shows independentes de luta livre.
Na comício inaugural da AEW em Jacksonville, foi anunciada uma luta entre SoCal Uncensored (Christopher Daniels, Frankie Kazarian e Scorpio Sky) contra a Oriental Wrestling Entertainment (OWE) Cima e dois parceiros de sua escolha foi anunciada para o Double or Nothing, depois que a SoCal Uncensored desafiou a Cima para uma luta. Em 3 de março, a OWE anunciou um torneio de duplas para determinar quem seriam os parceiro de Cima. Em 6 de maio, foi anunciado que a Cima se uniria com T-Hawk e El Lindaman.
Em 4 de janeiro de 2018, no New Japan Pro-Wrestling 's Wrestle Kingdom 12, Kenny Omega derrotou Chris Jericho em seu primeiro encontro. Em setembro no All In, após Omega derrotar Penta El Zero, ele foi atacado por Jericho. No mês seguinte, os dois se envolveram em uma luta de trios no evento Rock 'N' Wrestling Rager at Sea de Jericho, onde a equipe de Omega derrotou a de Jericho. Em janeiro de 2019, Jericho assinou com a AEW e depois que Omega anunciou que havia assinado com a promoção no mês seguinte, ele foi confrontado por Jericho e os dois brigaram, mas foram separados por Cody, Christopher Daniels e pela segurança. Uma revanche do Wrestle Kingdom 12 foi anunciada posteriormente para o Double or Nothing. Mais tarde, foi confirmado que o vencedor enfrentaria o vencedor da Casino Battle Royale pelo AEW World Championship inaugural em uma data posterior.
No comício inaugural da AEW em Jacksonville, a Dr. Britt Baker anunciou que assinou com a AEW. No mês seguinte, durante a reunião da AEW em Las Vegas, Brandi Rhodes anunciou que Kylie Rae e Nyla Rose também assinaram com a promoção. Após algumas observações de Rae, ela foi interrompida por Rose e as duas se encararam, mas foram separadas antes que uma briga pudesse ocorrer. Um dia depois, uma luta three-way entre Baker, Rae e Rose foi anunciado para o evento.
Durante o comício da AEW em Las Vegas, os Lucha Brothers (Pentagón Jr. e Rey Fénix) anunciaram que haviam assinado com a AEW. Após o anúncio, a dupla atacou os The Young Bucks (Matt Jackson e Nick Jackson). Em 23 de fevereiro de 2019 no AAW Wrestling 's The Art of War, os Young Bucks atacaram os Lucha Brothers. Dois dias depois, uma luta entre as duas equipes foi anunciada para o Double or Nothing. Em 16 de março no AAA 's Rey de Reyes , os Young Bucks derrotaram os Lucha Brothers pelo AAA World Tag Team Championship, posteriormente transformando sua luta no Double or Nothing em uma revanche pelo título.
Em 20 de fevereiro de 2019, no The Road to Double or Nothing, Cody anunciou a segunda Over the Budget Battle Royale para o pré-show The Buy In, com os participantes iniciais sendo Sonny Kiss, Kip Sabian e Brandon Cutler. Em 6 de maio, a luta foi renomeada para Casino Battle Royale. As regras eram que haveria 21 participantes. Cinco participantes começariam a luta e a cada três minutos, mais cinco lutadores entravam com o 21º e último participante entrando sozinho. Mais tarde, foi confirmado que o vencedor receberia uma futura luta pelo AEW World Championship contra o vencedor da luta entre Kenny Omega e Chris Jericho. Em 8 de maio, foi anunciado que Kip Sabian enfrentaria Sammy Guevara no pré-show The Buy In.
Em 20 de abril de 2019, após semanas provocando oponentes, foi anunciado que Cody enfrentaria seu irmão Dustin Rhodes no Double or Nothing. Dustin ficou mais conhecido por sua gimmick de Goldust na WWE, que o liberou de seu contrato no início de 2019. Nas semanas seguintes, Cody declarou que derrotaria seu irmão como uma forma de "matar" a Attitude Era.

### Luta cancelada
No comício inaugural da AEW em Jacksonville, Adam Page foi interrompido por Pac, iniciando uma rivalidade entre os dois lutadores. No segundo comício da AEW em Las Vegas, uma luta entre Page e Pac foi oficialmente anunciada para o Double or Nothing. No entanto, no final de maio, foi relatado que a luta foi "cancelada" e não aconteceria mais devido a "diferenças criativas". Como resultado do cancelamento, eles lutaram na Wrestle Gate Pro cerca de uma semana antes do Double or Nothing. Em uma aparição surpresa, Page respondeu a um desafio aberto de Pac que terminou em desqualificação com a vitória de Page. Após a luta, Pac atacou o joelho de Page e disse que seu objetivo o tempo todo era machucar Page e feito isso, ele não tinha motivos para aparecer no Double or Nothing. Isso foi feito para anular a luta do card. Mais tarde naquela semana em um episódio de Being The Elite, Page estava vendendo a lesão no joelho e disse que não poderia lutar no Double or Nothing.

## Evento

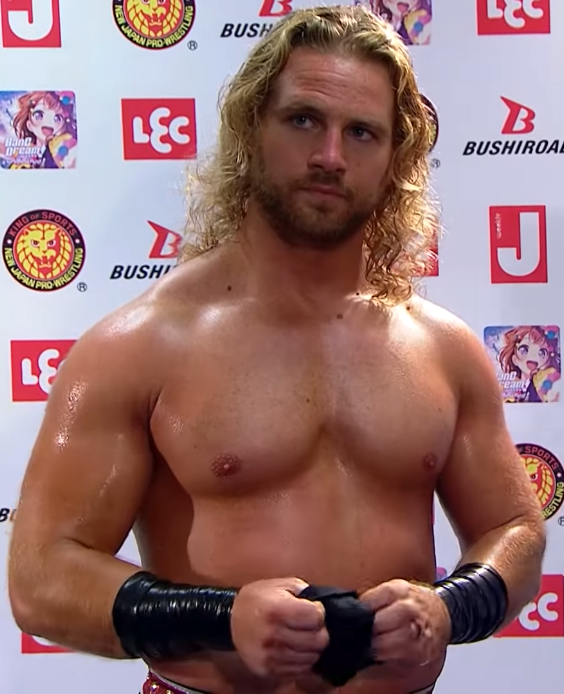
Adam Page venceu a Cassino Battle Royal garantindo uma luta no All Out pelo AEW World Championship.

| Função               | Nome                         |
| -------------------- | ---------------------------- |
| Comentaristas        | Jim Ross (PPV)               |
| Comentaristas        | Excalibur (Pre-show + PPV)   |
| Comentaristas        | Alex Marvez (Pre-show + PPV) |
| Comentaristas        | Allie (Fatal 4-Way)          |
| Anunciador de ringue | Justin Roberts               |
| Árbitros             | Aubrey Edwards               |
| Árbitros             | Bryce Remsburg               |
| Árbitros             | Earl Hebner                  |
| Árbitros             | Paul Turner                  |
| Árbitros             | Rick Knox                    |
| Entrevistadora       | Alicia Atout                 |

### The Buy In
Duas lutas ocorreram durante o The Buy In. A primeira foi a Casino Battle Royale, no qual o vencedor enfrentaria o vencedor do evento principal para determinar o primeiro Campeão Mundial da AEW no All Out. Adam Page, o 21º e último participante, venceu ao eliminar MJF por último.
Na segunda luta, Kip Sabian enfrentou Sammy Guevera. Sabian executou um The Deathly Hallows em Guevera para vencer a luta.

### Lutas preliminares
O pay-per-view abriu com SoCal Uncensored (Christopher Daniels, Frankie Kazarian e Scorpio Sky) enfrentando Strong Hearts (Cima, T-Hawk e El Lindaman). Daniels e Kazarian realizaram o Best Meltzer Ever em Lindaman para vencer a luta.
Em seguida, uma luta Triple Threat entre Dr. Britt Baker, DMD, Nyla Rose e Kylie Rae foi agendada. Antes da luta, Brandi Rhodes anunciou Awesome Kong como participante, portanto, a luta foi alterada para uma fatal four-way. Baker executou um Brainbuster em seu joelho em Rae para vencer a luta.
Em seguida, Best Friends (Chuck Taylor e Trent Beretta) enfrentaram Angélico e Jack Evans. Taylor e Beretta executaram um Strong Zero em Evans para vencer a luta.
Mais tarde, Hikaru Shida, Riho e Ryo Mizunami enfrentaram Aja Kong, Emi Sakura e Yuka Sakazaki. Shida executou um Running Knee Strike em Sakura para vencer a luta.
Na quinta luta, Cody (acompanhado de sua esposa, Brandi Rhodes) enfrentou seu irmão, Dustin Rhodes. Brandi abordou Dustin no chão, fazendo com que o árbitro Earl Hebner a expulsasse, Diamond Dallas Page a removeu após o pedido de Hebner. Dustin executou um Final Cut em Cody para um nerfall. Cody executou um Disaster Kick e um Cross Rhodes em Dustin para um nearfall. Cody executou um segundo Cross Rhodes em Dustin para vencer. Após a luta, Cody anunciou que se juntaria a Dustin contra The Young Bucks (Matt e Nick Jackson) no Fight for the Fallen. Cody e Dustin se abraçaram no ringue após o anúncio.

Na penúltima luta, The Young Bucks (Matt e Nick Jackson) defenderam o AAA World Tag Team Championship contra Lucha Brothers (Pentagon Jr e Rey Fenix). Matt e Nick realizaram o Meltzer Driver no Fenix para reter o título.

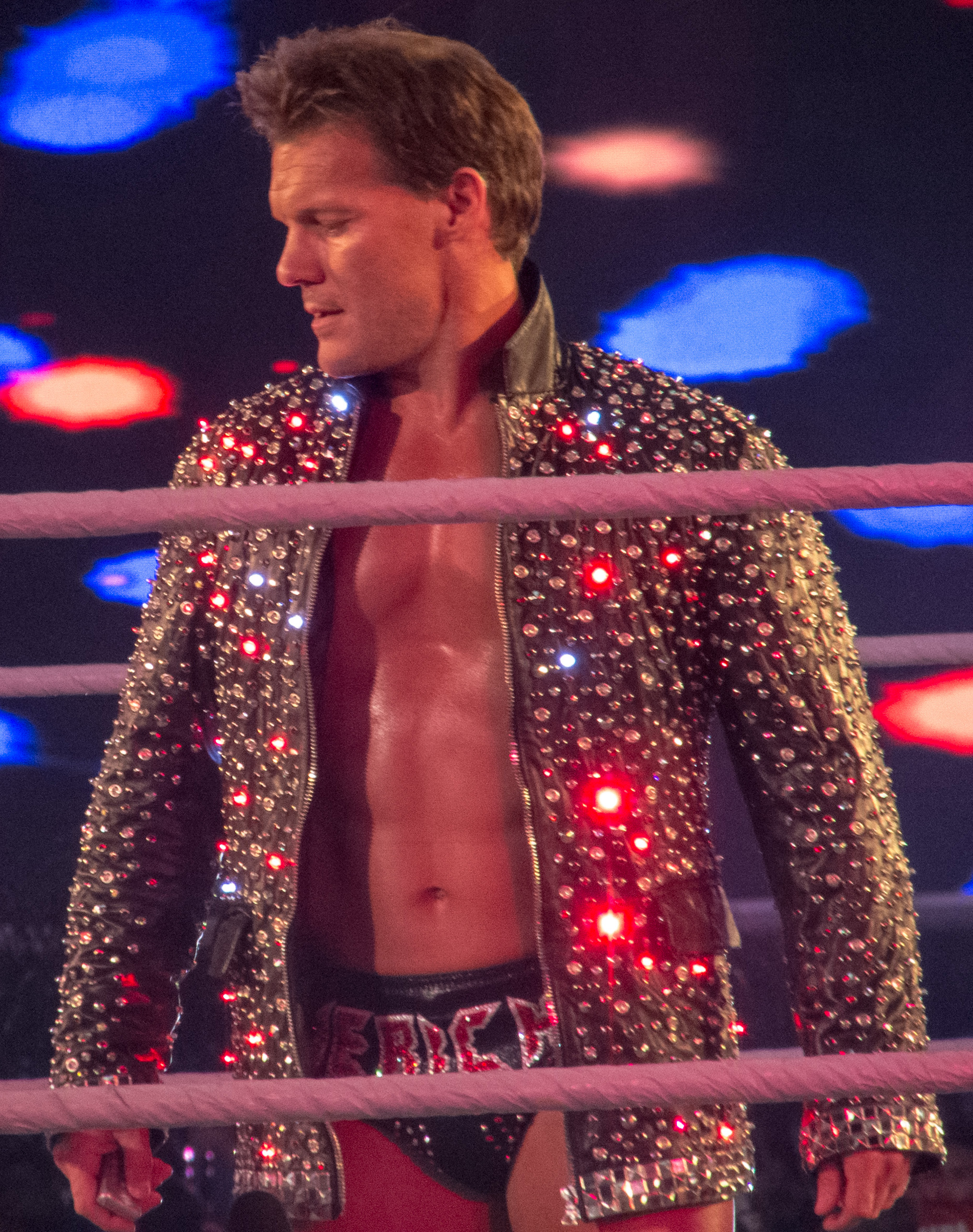
Chris Jericho venceu Kenny Omega no evento principal, se tornando o adversário de Adam Page no All Out.

### Evento Principal
Na luta principal, Chris Jericho enfrentou Kenny Omega; o vencedor enfrentaria Adam Page para determinar o primeiro Campeão Mundial da AEW no All Out. Omega executou um Baseball Slide e um Rise of the Terminator em Jericho em uma mesa. Omega executou um Springboard Double Foot Stomp na mesa em Jericho. Jericho executou um Back Body Drop em Omega através da mesa no chão. Omega saltou da corda superior, mas Jericho rebateu em um Codebreaker para um nearfall. Omega tentou um One-Winged Angel, mas Jericho rebateu em um DDT e executou um segundo Codebreaker em Omega. No final, Jericho então executou o Judas Effect em Omega para vencer a çiya. Após a luta, Jon Moxley (anteriormente Dean Ambrose na WWE) apareceu e atacou Jericho e Omega. Omega lutou e os dois brigaram na rampa de entrada, onde Moxley executou um fireman's carry em Omega através do palco.

## Após o evento
Uma semana depois de Double or Nothing, a luta pelo AEW World Championship entre Chris Jericho e Adam Page foi confirmada para o evento da AEW, All Out, em 31 de agosto de 2019. No All Out, Jericho derrotou Page para se tornar o primeiro Campeão Mundial AEW.
Após o confronto entre Jon Moxley e Kenny Omega, uma luta entre os dois foi marcada para o All Out, mas foi cancelada devido a Moxley ter sofrido uma lesão no cotovelo. Foi então remarcado para Full Gear em novembro. No Full Gear, Moxley saiu vitorioso.
Depois de resolver as diferenças criativas, Pac voltou à AEW e substituiu Jon Moxley em uma luta contra Kenny Omega no All Out que Pac venceu. Durante a entrevista pós-evento de Adam Page após sua derrota para Chris Jericho pelo AEW World Championship no All Out, Pac interrompeu a entrevista e disse que voltou à AEW para se vingar de Page. Os dois foram programados para se enfrentar durante a transmissão de estreia do programa de televisão da AEW, AEW Dynamite, em 2 de outubro.
O Double or Nothing desde então tem sido chamado de evento marcante da AEW, e junto com seus próximos três grandes PPVs, All Out, Full Gear e Revolution, os quatro juntos são considerados os "Big Four" PPVs da AEW, seus quatro maiores shows produzidos trimestralmente.

## Resultados
| Nº                                          | Resultados | Estipulações                                                                              | Tempo |
| ------------------------------------------- | --- | ----------------------------------------------------------------------------------------- | ----- |
| Pré- show                                   | Adam Page venceu eliminando por ultimo MJF                                                                                  | Luta Casino Battle Royale de 21 lutadores por uma luta futura pelo AEW World Championship | 16:00 |
| Pré- show                                   | Kip Sabian derrotou Sammy Guevara                                                                                           | Luta individual                                                                           | 10:00 |
| 1                                           | SoCal Uncensored (Christopher Daniels, Frankie Kazarian e Scorpio Sky) derrotaram Stong Hearts (Cima, T-Hawk e El Lindaman) | Luta de trios                                                                             | 13:40 |
| 2                                           | Britt Baker derrotou Nyla Rose, Kylie Rae e Awesome Kong (com Brandi Rhodes)                                                | Luta Fatal 4-Way                                                                          | 11:10 |
| 3                                           | Best Friends (Chuck Taylor e Trent Beretta) derrotaram Angélico e Jack Evans                                                | Luta de duplas                                                                            | 12:35 |
| 4                                           | Hikaru Shida, Riho Abe e Ryo Mizunami (c) derrotaram Aja Kong, Yuka Sakazaki e Emi Sakura                                   | Luta de trios                                                                             | 13:10 |
| 5                                           | Cody (com Brandi Rhodes) derrotou Dustin Rhodes                                                                             | Luta individual                                                                           | 22:30 |
| 6                                           | The Young Bucks (Matt Jackson e Nick Jackson) (c) derrotaram The Lucha Brothers (Pentagón Jr. e Rey Fénix)                  | Luta de duplas pelo AAA World Tag Team Championship                                       | 24:55 |
| 7                                           | Chris Jericho derrotou Kenny Omega                                                                                          | Luta individual O vencedor enfrentaria Adam Page pelo AEW World Championship no All Out.  | 27:00 |
| (c) – Refere-se aos campeões antes da luta. | |                                                                                           |       |

### Entradas e eliminações da Cassino Battle Royale
Cinco lutadores começaram a luta. A cada três minutos, mais cinco lutadores entravam. O 21º e último participante entrou sozinho.
| Naipe   | Participante      | Ordem | Eliminado por             | Eliminações |
| ------- | ----------------- | ----- | ------------------------- | ----------- |
| Paus    | Dustin Thomas     | 10    | MJF                       | 1           |
| Paus    | MJF               | 20    | Adam Page                 | 3           |
| Paus    | Sunny Daze        | 2     | Glacier                   | 1           |
| Paus    | Brandon Cutler    | 12    | MJF                       | 1           |
| Paus    | Michael Nakazawa  | 1     | Sunny Daze                | 0           |
| Ouros   | Isiah Kassidy     | 5     | Luchasaurus               | 1           |
| Ouros   | Jimmy Havoc       | 18    | Luchasaurus               | 2           |
| Ouros   | Joey Janela       | 13    | Luchasaurus               | 0           |
| Ouros   | Brian Pillman Jr. | 4     | Isiah Kassidy e Marq Quen | 0           |
| Ouros   | Shawn Spears      | 9     | Dustin Thomas             | 0           |
| Copas   | Billy Gunn        | 11    | Brandon Cutler            | 0           |
| Copas   | Glacier           | 3     | MJF                       | 1           |
| Copas   | Jungle Boy        | 17    | Jimmy Havoc               | 1           |
| Copas   | Marq Quen         | 6     | Luchasaurus               | 1           |
| Copas   | Ace Romero        | 8     | Jungle Boy                | 1           |
| Espadas | Luchasaurus       | 19    | Adam Page                 | 4           |
| Espadas | Marko Stunt       | 7     | Ace Romero                | 0           |
| Espadas | Sonny Kiss        | 14    | Tommy Dreamer             | 0           |
| Espadas | Tommy Dreamer     | 16    | Jimmy Havoc               | 2           |
| Espadas | Orange Cassidy    | 15    | Tommy Dreamer             | 0           |
| Coringa | Adam Page         | -     | Vencedor                  | 2           |